# Carpiano
Carpiano là một đô thị ở tỉnh Milano, vùng Lombardia của Italia, khoảng15 km southeast of Milano. Đến thời điểm ngày 31 tháng 12 năm 2004, đô thị này có dân số 2.502 người và diện tích 17.2 km².
Carpiano giáp các đô thị: San Giuliano Milanese, Locate di Triulzi, Melegnano, Cerro al Lambro, Siziano, Landriano, Bascapè.